# دانيو لؤلؤي
دانيو لؤلؤي (الاسم العلمي:Danio albolineatus) (بالإنجليزية: Pearl danio)‏ هو نوع من الأسماك يتبع جنس الدانيو من فصيلة الشبوطيات.